# Победнице европских првенстава у атлетици у дворани — 800 метара
Освајачице медаља на европским првенствима у атлетици у дворани у дисциплини трчања на 800 метара, која је у програму од првог Европског првенства у дворани одржаном 1966. у Дортмунду, приказане су у следећој табели. Постигнути резултати су приказани у минутима.
Најуспешније атлетичарке, после 42 европска првенства, су Румунке Дојна Мелинте и Ела Ковач са по две освојене златне медаље и једном сребрном. Од земаља најуспешније је Источна Немачка са укупно 14 медаља, од чега 8 златних, 5 сребрних и 1 бронзана.
Рекорд европских првенстава у трци на 800 метара у дворани држи Јоланда Чеплак из Словеније са 1:55,82 којег је истрчала у финалној трци Европског првенства 2002. у Бечу. Овај резултат је и данас актуелни светски рекорд у дворани.

## Освајачи медаља на европским првенствима у дворани
| ЕП                         |                                            | Резултат        |                                            | Резултат |                                         | Резултат |
| Дортмунд 1966              | Жужа Сабо-Нађ · Мађарска                   | 2:07,9 РЕП      | Карин Кеслер · Западна Немачка             | 2:10,8   | Мари Ингрова · Чехословачка             | 2:11,6   |
| Праг 1967                  | Карин Кеслер · Западна Немачка             | 2:08,2          | Маривон Дупуре · Француска                 | 2:09,6   | Валентина Лукјанова · Совјетски Савез   | 2:10,5   |
| Мадрид 1968                | Карин Кребс · Источна Немачка              | 2:07,6 РЕП      | Ала Колесникова · Совјетски Савез          | 2:08,3   | Валентина Лукјанова · Совјетски Савез   | 2:09,4   |
| Београд 1969               | Барбара Вик · Источна Немачка              | 2:05,3 РЕП      | Магдолна Кулчар · Мађарска                 | 2:07,5   | Ана Зимина · Совјетски Савез            | 2:08,0   |
| Беч 1970 детаљи            | Марија Сикора · Аустрија                   | 2:07,0          | Људмила Брагина · Совјетски Савез          | 2:07,5   | Зофија Колаковска · Пољска              | 2:07,6   |
| Софија 1971 детаљи         | Хилдегард Фалк · Западна Немачка           | 2:06,1          | Илеана Силај · Румунија                    | 2:06,5   | Розмари Стирлинг · Уједињено Краљевство | 2:06,5   |
| Гренобл 1972 детаљи        | Гунхилд Хофмајстер · Источна Немачка       | 2:04,83 РЕП     | Илеана Силај · Румунија                    | 2:05,17  | Светла Златева · Бугарска               | 2:05,50  |
| Ротердам 1973 детаљи       | Стефка Јорданова · Бугарска                | 2:02,65 СР, РЕП | Елфи Рост · Источна Немачка                | 2:02,83  | Елжбјета Сковроњска · Пољска            | 2:02,90  |
| Гетеборг 1974 детаљи       | Елжбјета Католик · Пољска                  | 2:02,38 ЕР, РЕП | Гизела Еленбергер · Западна Немачка        | 2:02,54  | Гунхилд Хофмајстер · Источна Немачка    | 2:02,59  |
| Катовице 1975 детаљи       | Анита Баркуски · Источна Немачка           | 2:05,6          | Сармите Штула · Совјетски Савез            | 2:06,52  | Розица Пехливанова · Бугарска           | 2:06,3   |
| Минхен 1976 детаљи         | Николина Штерева · Бугарска                | 2:02,2 РЕП      | Лиљана Томова · Бугарска                   | 2:02,6   | Гизела Клајн · Западна Немачка          | 2:03,2   |
| Сан Себастијан 1977 детаљи | Џејн Колбрук · Уједињено Краљевство        | 2:01,12 СР, РЕП | Тотка Петрова · Бугарска                   | 2:01,17  | Елжбјета Католик · Пољска               | 2:01,3   |
| Милано 1978 детаљи         | Улрике Брунс · Источна Немачка             | 2:02,3          | Тотка Петрова · Бугарска                   | 2:02,5   | Маријана Суман · Румунија               | 2:03,4   |
| Беч 1979 детаљи            | Николина Штерева · Бугарска                | 2:02,6          | Анита Баркуски-Вајс · Источна Немачка      | 2:02,9   | Фица Ловин · Румунија                   | 2:03,1   |
| Зинделфинген 1980 детаљи   | Јоанда Јанучта · Пољска                    | 2:00,6 РЕП      | Ан-Мари Ван Нуфел · Белгија                | 2:00,9   | Лиз Барнс · Уједињено Краљевство        | 2:01,5   |
| Гренобл 1981 детаљи        | Хилдегард Улрих · Источна Немачка          | 2:00,94         | Светла Колева · Бугарска                   | 2:01,37  | Николина Штерева · Бугарска             | 2:02,50  |
| Милано 1982 детаљи         | Дојна Мелинте · Румунија                   | 2:00,39 РЕП     | Мартина Штојк · Источна Немачка            | 2:01,07  | Јоанда Јанучта · Пољска                 | 2:01,24  |
| Будимпешта 1983 детаљи     | Светлана Китова · Совјетски Савез          | 2:01,28         | Зузана Моравчикова · Чехословачка          | 2:01,66  | Олга Симанова · Совјетски Савез         | 2:02,25  |
| Гетеборг 1984 детаљи       | Милена Матејковичова · Чехословачка        | 1:59,52 РЕП     | Дојна Мелинте · Румунија                   | 1:59,81  | Кристиана Кожокару · Румунија           | 2:01,24  |
| Пиреј 1985 детаљи          | Ела Ковач · Румунија                       | 2:00,51         | Надежда Олизаренко · Совјетски Савез       | 2:00,91  | Кристиана Кожокару · Румунија           | 2:01,01  |
| Мадрид 1986 детаљи         | Зигрун Лудвигс · Источна Немачка           | 1:59,89         | Кристиана Кожокару · Румунија              | 2:01,54  | Слободанка Чоловић · Југославија        | 2:03,28  |
| Лијевен 1987 детаљи        | Кристин Вахтел · Источна Немачка           | 1:59,89         | Зигрун Водарс · Источна Немачка            | 2:00,50  | Љубов Кирјукина · Совјетски Савез       | 2:01,85  |
| Будимпешта 1988 детаљи     | Забине Цвинер · Западна Немачка            | 2:01,19         | Олга Нељубова · Совјетски Савез            | 2:01,61  | Габи Леш · Западна Немачка              | 2:01,65  |
| Хаг 1989 детаљи            | Дојна Мелинте · Румунија                   | 1:59,89         | Елен Кислинг · Источна Немачка             | 2:01,24  | Татјана Гребенчук · Совјетски Савез     | 2:01,63  |
| Глазгов 1990 детаљи        | Љубов Гурина · Совјетски Савез             | 2:01,68         | Забине Цвинер · Западна Немачка            | 2:02,23  | Лорејн Бејкер · Уједињено Краљевство    | 2:02,42  |
| Ђенова 1992 детаљи         | Ела Ковач · Румунија                       | 1:59,98         | Ина Јевсејева · Уједињени тим              | 2:00,26  | Јелена Афанасјева · Уједињени тим       | 2:00,69  |
| Париз 1994 детаљи          | Наталија Духнова · Белорусија              | 2:00,42         | Ела Ковач · Румунија                       | 2:00,49  | Карла Сакраменто · Португалија          | 2:01,12  |
| Стокхолм 1996 детаљи       | Патрисија Ђате-Таљар · Француска           | 2:01,71         | Стела Јонгманс · Холандија                 | 2:01,88  | Светлана Мастеркова · Русија            | 2:02,86  |
| Валенсија 1998 детаљи      | Људмила Форманова · Чешка                  | 2:02,30         | Малин Еверлеф · Шведска                    | 2:03,61  | Јудит Варга · Мађарска                  | 2:03,81  |
| Гент 2000 детаљи           | Стефани Граф · Аустрија                    | 1:59,70         | Наталија Циганова · Русија                 | 2:00,17  | Сандра Сталс · Белгија                  | 2:01,34  |
| Беч 2002 детаљи            | Јоланда Чеплак · Словенија                 | 1:55,82 СР, РЕП | Стефани Граф · Аустрија                    | 1:55,85  | Елизабет Грусел · Француска             | 2:01,46  |
| Мадрид 2005 детаљи         | Лариса Чжао · Русија                       | 1:59,97         | Маите Мартинез · Шпанија                   | 2:00,52  | Наталија Циганова · Русија              | 2:01,62  |
| Бирмингем 2007 детаљи      | Оксана Зброжек · Русија                    | 1:59,23         | Тетјана Петљук · Украјина                  | 1:59,84  | Јоланда Чеплак · Словенија              | 2:00,00  |
| Торино 2009 детаљи         | Марија Савинова · Русија                   | 1:58,10         | Оксана Зброжек · Русија                    | 1:59,20  | Елиза Кузма Пичоне · Италија            | 2:00,23  |
| Париз 2011 детаљи          | Џенифер Медоус · Уједињено Краљевство      | 2:00,50         | Линда Маргет · Француска                   | 2:01,61  | Мерилин Окоро · Уједињено Краљевство    | 2:02,46  |
| Гетеборг 2013 детаљи       | Наталија Лупу · Украјина                   | 2:00,26         | Јелена Котулскаја · Русија                 | 2:00,98  | Марина Арзамасова · Белорусија          | 2:01,21  |
| Праг 2015 детаљи           | Селина Бихел · Швајцарска                  | 2:01,95         | Наталија Лупу · Украјина                   | 2:02,25  | Јоана Јозвик · Пољска                   | 2:02,45  |
| Београд 2017 детаљи        | Селина Бихел · Швајцарска                  | 2:00,38         | Шилајна Оскан-Кларк · Уједињено Краљевство | 2:00,39  | Анита Хинриксдотир · Исланд             | 2:01,25  |
| Глазгов 2019 детаљи        | Шилајна Оскан-Кларк · Уједињено Краљевство | 2:02,58         | Ренел Ламот · Француска                    | 2:03,00  | Олха Љакова · Украјина                  | 2:03,24  |
| Торуњ 2021 детаљи          | Кили Хоџкинсон · Уједињено Краљевство      | 2:03,88         | Јоана Јозвик · Пољска                      | 2:04,00  | Ангелика Кишоцка · Пољска               | 2:04,15  |
| Истанбул 2023 детаљи       | Кили Хоџкинсон · Уједињено Краљевство      | 1:58,66         | Анита Хорват · Словенија                   | 2:00,54  | Агнес Рахаролахи · Француска            | 2:00,85  |
| Апелдорн 2025 детаљи       | Ана Вијелгош · Пољска                      | 2:02,09         | Клара Либерман · Француска                 | 2:02,32  | Анита Хорват · Словенија                | 2:02,52  |
| Валенсија 2027             |                                            |                 |                                            |          |                                         |          |

## Биланс медаља
| Ранг | Држава               |    |    |    |     |
| ---- | -------------------- | -- | -- | -- | --- |
| 1.   | Источна Немачка      | 8  | 5  | 1  | 14  |
| 2.   | Уједињено Краљевство | 5  | 1  | 4  | 10  |
| 3.   | Румунија             | 4  | 5  | 4  | 13  |
| 4.   | Бугарска             | 3  | 4  | 3  | 10  |
| 5.   | Западна Немачка      | 3  | 3  | 2  | 8   |
| 5.   | Русија               | 3  | 3  | 2  | 8   |
| 7.   | Пољска               | 3  | 1  | 6  | 10  |
| 8.   | Совјетски Савез      | 2  | 5  | 6  | 13  |
| 9.   | Аустрија             | 2  | 1  | 0  | 3   |
| 10.  | Швајцарска           | 2  | 0  | 0  | 2   |
| 11.  | Француска            | 1  | 4  | 2  | 7   |
| 12.  | Украјина             | 1  | 2  | 1  | 4   |
| 13.  | Словенија            | 1  | 1  | 2  | 4   |
| 14.  | Мађарска             | 1  | 1  | 1  | 3   |
| 14.  | Чехословачка         | 1  | 1  | 1  | 3   |
| 16.  | Белорусија           | 1  | 0  | 1  | 2   |
| 17.  | Чешка                | 1  | 0  | 0  | 1   |
| 18.  | Уједињени тим        | 0  | 1  | 1  | 2   |
| 18.  | Белгија              | 0  | 1  | 1  | 2   |
| 20.  | Холандија            | 0  | 1  | 0  | 1   |
| 20.  | Шведска              | 0  | 1  | 0  | 1   |
| 20.  | Шпанија              | 0  | 1  | 0  | 1   |
| 23.  | Југославија          | 0  | 0  | 1  | 1   |
| 23.  | Португалија          | 0  | 0  | 1  | 1   |
| 23.  | Италија              | 0  | 0  | 1  | 1   |
| 23.  | Исланд               | 0  | 0  | 1  | 1   |
|      | Укупно (26)          | 42 | 42 | 42 | 126 |

| Ранг | Атлетичар                   | Држава               |   |   |   |   |
| ---- | --------------------------- | -------------------- | - | - | - | - |
| 1.   | Дојна Мелинте               | Румунија             | 2 | 1 | 0 | 3 |
| 1.   | Ела Ковач                   | Румунија             | 2 | 1 | 0 | 3 |
| 3.   | Николина Штерева            | Бугарска             | 2 | 0 | 1 | 3 |
| 4.   | Селина Бихел                | Швајцарска           | 2 | 0 | 0 | 2 |
| 4.   | Кили Хоџкинсон              | Уједињено Краљевство | 2 | 0 | 0 | 2 |
| 6.   | Карин Кеслер                | Западна Немачка      | 1 | 1 | 0 | 2 |
| 6.   | Анита Баркуски-Вајс         | Источна Немачка      | 1 | 1 | 0 | 2 |
| 6.   | Шилајна Оскан-Кларк         | Уједињено Краљевство | 1 | 1 | 0 | 2 |
| 6.   | Наталија Лупу               | Украјина             | 1 | 1 | 0 | 2 |
| 6.   | Зигрун Лудвигс-Водарс       | Источна Немачка      | 1 | 1 | 0 | 2 |
| 6.   | Забине Цвинер               | Западна Немачка      | 1 | 1 | 0 | 2 |
| 6.   | Стефани Граф                | Аустрија             | 1 | 1 | 0 | 2 |
| 6.   | Оксана Зброжек              | Русија               | 1 | 1 | 0 | 2 |
| 14.  | Елжбјета Сковроњска-Католик | Пољска               | 1 | 0 | 2 | 3 |
| 15.  | Гунхилд Хофмајстер          | Источна Немачка      | 1 | 0 | 1 | 2 |
| 15.  | Јоанда Јанучта              | Пољска               | 1 | 0 | 1 | 2 |
| 15.  | Јоланда Чеплак              | Словенија            | 1 | 0 | 1 | 2 |
| 18.  | Илеана Силај                | Румунија             | 0 | 2 | 0 | 2 |
| 19.  | Кристиана Кожокару          | Румунија             | 0 | 1 | 2 | 3 |
| 20.  | Гизела Еленбергер           | Западна Немачка      | 0 | 1 | 1 | 2 |
| 20.  | Светла Златева-Колева       | Бугарска             | 0 | 1 | 1 | 2 |
| 20.  | Наталија Циганова           | Русија               | 0 | 1 | 1 | 2 |
| 20.  | Јоана Јозвик                | Пољска               | 0 | 1 | 1 | 2 |
| 20.  | Анита Хорват                | Словенија            | 0 | 1 | 1 | 2 |
| 25.  | Валентина Лукјанова         | Совјетски Савез      | 0 | 0 | 2 | 2 |